# Łokomotiw Sofia
Futbolen Kłub Łokomotiw 1929 (bułg. Футболен Клуб Локомотив 1929 - bułgarski klub piłkarski z siedzibą w Sofii.

## Historia
Chronologia nazw:
- 02.09.1929: ŻSK Sofia (Železničarski Sporten Klub) (bułg. ЖСК [Железничарски спортен клуб] (София))
- 3.04.1945: SK Łokomotiw Sofia (bułg. СК [Спортен клуб] "Локомотив" (София))
- 1949: DSO Energia Sofia (bułg. ДСО [Доброволна спортна организация] "Енергия" (София)) – po utworzeniu fuzji kilku klubów
- 10.1949: DSO Torpedo Sofia (bułg. ДСО "Торпедо" (София))
- 1951: DSO Łokomotiw Sofia (bułg. ДСО "Локомотив" (София)) – po wyjściu z fuzji
- 1957: DFS Łokomotiw Sofia (bułg. ДФС [Дружество за физическа култура и спорт] "Локомотив" (София))
- 1969: ŻSK-Sławia Sofia (bułg. ЖСК "Славия" (София)) – po fuzji z Sławia Sofia
- 1971: DFS Łokomotiw Sofia (bułg. ДФС "Локомотив" (София)) – po rozpadzie fuzji
- 1986: PFK Łokomotiw Sofia (bułg. ПФК [Професионален Футболен Клуб] "Локомотив" София)
- 2015: FK Łokomotiw Sofia 1929 AD (bułg. ФК [Футболен Клуб] "Локомотив София 1929" АД)

Został założony 28 października 1929 roku przez sofijskich kolejarzy. Od tego czasu kilkakrotnie zmieniał nazwę, w latach 1929–1945 znany był jako ŻSK Sofia, a do jesieni 1949 - Łokomotiw Sofia. We wrześniu 1949 powstała Dobrowolna Organizacja Sportowa (DSO) "Energia Sofia", do której został wchłonięty klub oraz kilku mniejszych drużyn piłkarskich. Organizacja zrzeszała pracowników przemysłu ciężkiego, elektryfikacji, transportu i górnictwa ze stolicy, a od października 1949 nazywała się "Torpedo Sofia". W 1951 roku klub wyszedł z fuzji i wrócił do nazwy Łokomotiw Sofia. W 1957 roku następuje nowa reorganizacja ruchu sportowego w Bułgarii, wskutek czego DSO przekształca się w Stowarzyszenie kultury fizycznej i sportu (DFS) o tej samej nazwie. Od 1969 do 1971 roku w ligowych rozgrywkach zespół występował w połączeniu ze Slawią Sofia pod nazwą ŻSK-Sławia. Pod obecną nazwą - FK Łokomotiw Sofia - klub został zarejestrowany dopiero w 1971 roku.
Łokomotiw czterokrotnie zdobywał mistrzostwo Bułgarii, ostatni raz w 1978 roku. Ostatni sukces odniósł w 1995 roku, kiedy wygrał rywalizację o Puchar kraju. Do finału tych rozgrywek dotarł w 2004 roku, ale wówczas uległ CSKA Sofia.
Na koniec sezonu 2005-2006 klub zajął czwarte miejsce w lidze, dzięki czemu po raz pierwszy od 1997 roku mógł zagrać w rozgrywkach międzynarodowych (o Puchar UEFA).

## Sukcesy
- Mistrzostwo Bułgarii (4 razy): 1940, 1945, 1964, 1978
- Puchar Bułgarii (1 raz): 1995
- Puchar Armii Sowieckiej (3 razy): 1948, 1953, 1982
- Puchar Bałkanów (1 raz): 1973

## Stadion
Stadion Łokomotiw w Sofii został zbudowany w 1985 roku i jest częścią większego kompleksu sportowego. W jego skład wchodzą: kawiarnia, cztery boiska piłkarskie, sklep dla kibiców Lokomotiwu oraz hala, która może pomieścić 1 500 osób. Trybuny stadionu mają pojemność 20 500 miejsce (w tym 17 500 siedzących)

## Aktualny skład
| Nr | Poz. | Piłkarz                |
| -- | ---- | ---------------------- |
| 1  | BR   | Damjan Damjanow        |
| 3  | OB   | Mario Petkow           |
| 4  | OB   | Miki Oraczew           |
| 5  | OB   | David Malembana        |
| 7  | PO   | Aleksandyr Aleksandrow |
| 8  | PO   | Simeon Sławczew        |
| 9  | NA   | Ilija Dimitrow         |
| 10 | PO   | Walentin Nikołow       |
| 11 | NA   | França                 |
| 13 | OB   | Celso Raposo           |
| 15 | PO   | Luka Ivanov            |
| 18 | PO   | Christijan Czipew      |

| Nr | Poz. | Piłkarz                     |
| -- | ---- | --------------------------- |
| 22 | PO   | Iwajło Najdenow             |
| 24 | BR   | Aleksandar Lyubenov         |
| 26 | PO   | Krasimir Miłoszew (kapitan) |
| 33 | OB   | Alan Dias                   |
| 39 | PO   | Antonio Wutow               |
| 44 | PO   | Bożidar Kacarow             |
| 45 | NA   | Dimityr Mitkow              |
| 70 | NA   | Dimo Bakałow                |
| 88 | BR   | Żarko Istatkow              |
| 89 | OB   | Matheus Duarte              |
| 94 | NA   | Julijan Nenow               |
| 97 | OB   | Kadu                        |

## Europejskie puchary
Legenda do wszystkich tabel:
- Q – runda eliminacyjna, 1/16, 1/8, 1/4, 1/2 – odpowiednia faza rozgrywek, Grupa – runda grupowa, 1r gr – pierwsza runda grupowa, 2r gr – druga runda grupowa, F – finał, R – runda, PO – play-off
- k. – rzuty karne, los. – losowanie, Dogr. – dogrywka, w. – zasada bramek strzelonych na wyjeździe

### Puchar Europy/Liga Mistrzów
| Sezon   | Runda | Przeciwnik     | Dom | Wyjazd | Ogólnie |
| ------- | ----- | -------------- | --- | ------ | ------- |
| 1964/65 | Q     | Malmö          | 8–3 | 0–2    | 8–5     |
| 1964/65 | 1R    | Vasas ETO Györ | 4–3 | 3–5    | 7–8     |
| 1978/79 | 1R    | Odense BK      | 2–1 | 2–2    | 4–3     |
| 1978/79 | 2R    | Köln           | 0–1 | 0–4    | 0–5     |

### Puchar Zdobywców Pucharów
| Sezon   | Runda | Przeciwnik          | Dom | Wyjazd | Ogólnie |
| ------- | ----- | ------------------- | --- | ------ | ------- |
| 1977/78 | 1R    | RSC Anderlecht      | 1–6 | 0–2    | 1–8     |
| 1982/83 | 1R    | Paris Saint-Germain | 1–0 | 1–5    | 2–5     |
| 1995/96 | Q     | Derry City          | 2–0 | 0–1    | 2–1     |
| 1995/96 | 1R    | Halmstad            | 3–1 | 0–2    | 3–3, w. |

### PMT/Puchar UEFA/Liga Europy
| Sezon   | Runda | Przeciwnik           | Dom | Wyjazd | Ogólnie     |
| ------- | ----- | -------------------- | --- | ------ | ----------- |
| 1979/80 | 1R    | Ferencváros          | 3–0 | 0–2    | 3–2         |
| 1979/80 | 2R    | AS Monaco            | 4–2 | 1–2    | 5–4         |
| 1979/80 | 3R    | Dynamo Kijów         | 1–0 | 1–2    | 2–2, w.     |
| 1979/80 | 1/4   | VfB Stuttgart        | 0–1 | 1–3    | 1–4         |
| 1985/86 | 1R    | APOEL FC             | 4–2 | 2–2    | 6–4, Dogr.  |
| 1985/86 | 2R    | Neuchâtel Xamax      | 1–1 | 0–0    | 1–1, w.     |
| 1987/88 | 1R    | Dinamo Tbilisi       | 3–1 | 0–3    | 3–4         |
| 1996/97 | Q     | Neftçi PFK           | 6–0 | 1–2    | 7–2         |
| 1996/97 | Q     | Rapid Bukareszt      | 0–1 | 0–1    | 0–2         |
| 2006/07 | 1Q    | Makedonija           | 2–0 | 1–1    | 3–1         |
| 2006/07 | 2Q    | Bene Jehuda Tel Awiw | 4–0 | 2–0    | 6–0         |
| 2006/07 | 1R    | Feyenoord            | 2–2 | 0–0    | 2–2, w.     |
| 2007/08 | 2Q    | Oțelul Gałacz        | 3–1 | 0–0    | 3–1         |
| 2007/08 | 1R    | Stade Rennais        | 1–3 | 2–1    | 3–4         |
| 2008/09 | 2Q    | Borac Čačak          | 1–1 | 0–1    | 1–2         |
| 2011/12 | 2Q    | FK Metałurg Skopje   | 3–2 | 0–0    | 3–2         |
| 2011/12 | 3Q    | Śląsk Wrocław        | 0–0 | 0–0    | 0–0, k: 3–4 |